# Vomano
A Vomano folyó Olaszországban. A Gran Sasso d’Italia egyik csúcsánál (Monte San Franco, 2120 m) ered, majd kelet-északkeleti irányba tartva átszeli Abruzzo régiót és az Adriai-tengerbe torkollik. A forrásvidékéhez közel a folyó vizének felduzzasztásával alakították ki a San Giovanni-tavat. Mellékfolyói: Cerreto, Maiorano, Fosso delle Monache, Paludi, Torrio, Rio Arno és Mavone.